# 淵

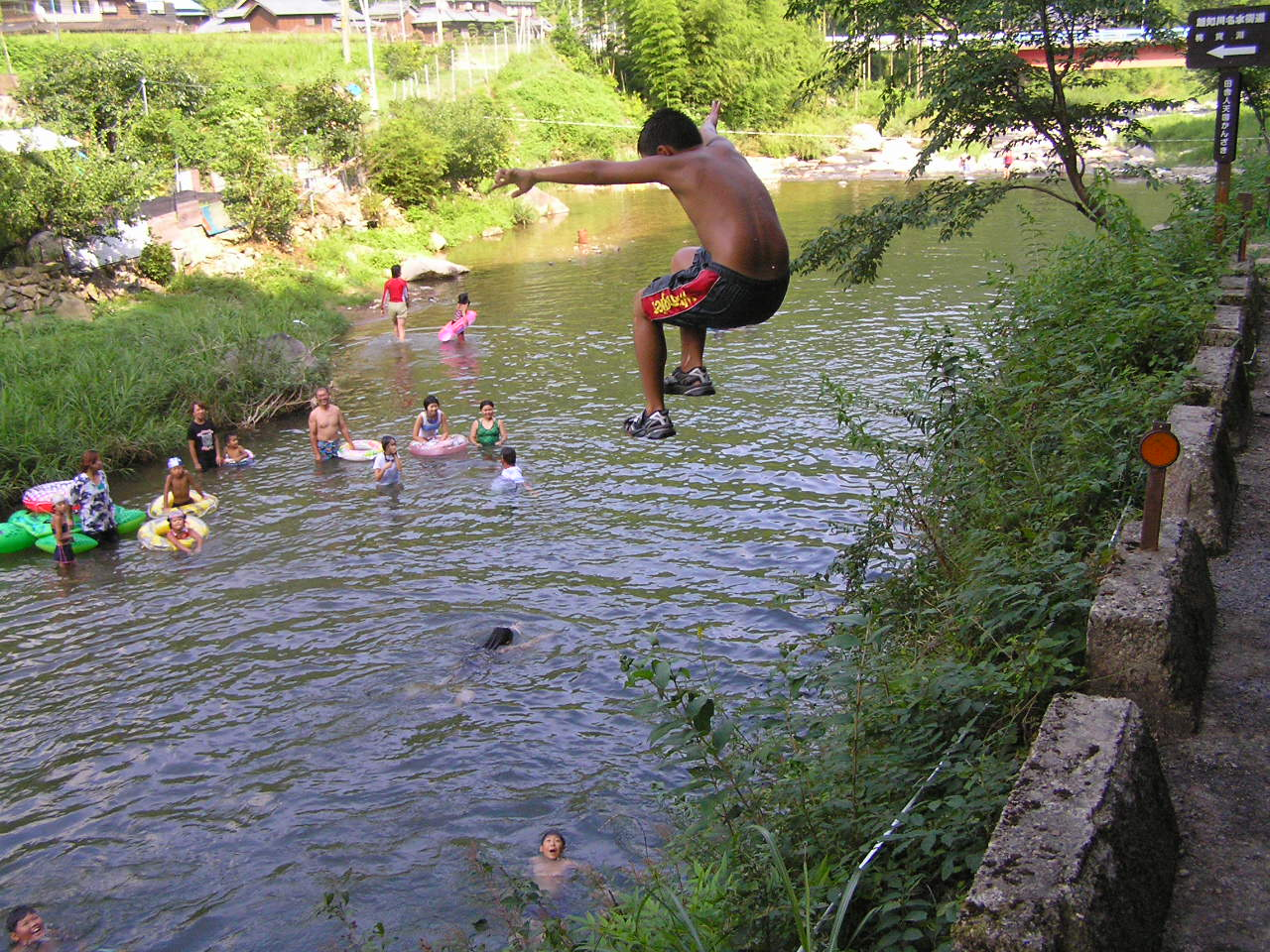
龍宮伝説の残る越知川椀貸淵

淵（ふち）とは、河川の流水が緩やかで深みのある場所。川の深み、淀みという表現もある。対語は、水深が浅い急流部を示す瀬（せ）。渕は俗字とされる。

## 概要
淵では泥や有機物が沈殿しやすいためプランクトンや藻の繁殖が活発になる。このため魚類などを中心とした生物の生息環境に適し、河川においては豊かな生物相を持つ場所の代名詞となる。渓相が安定した場所では、長年にわたり同じ場所に淵が形成されるが、侵食傾向が活発な土砂流出の活発な河川では、出水や洪水のたびに場所が変わることがある。
淵の下流側にあるそれよりもやや浅く流れが穏やかな場所を、とろ（瀞）またはとろ場と呼ぶことがある。とろは下流に向かって浅くなり、淵の底が岩盤や大きな石であることに対し、砂利や砂底であることが多い。水も落ち込んでいないため淵よりも流れが穏やかである。
深く神秘的であることが多いため、古来より全国各地で河童など、淵にまつわる多くの伝説が残っている。

## 淵の重要性
淵は瀬とともに、川魚にとって欠かせない。昼間は瀬で活動する魚も多いが、それらの多くも夜間は淵で寝る。ただし、仔魚および稚魚などの小型魚は、岸近くの瀬で寝ることがある。また、淵は人間や鳥などから、身を隠す場所としても大いに役立っている。大きな淵が乏しい河川では、アユ釣りの解禁後に短期間で釣りつくされてしまうことが知られている。

## 人工的な淵
日本では、1990年代に河川法が改正されたことをきっかけに、河川改修等を通じて多自然的な環境づくりが意識されるようになり、人工的に淵や瀬を作る研究が行われるようになった。

## 和歌に見る「淵」の意味
淵が川の「深い」部分であることを示す
- 「筑波嶺の みねより落つる みなの川 恋ぞ積もりて 淵となりぬる」
- 陽成天皇、後撰和歌集（小倉百人一首）
- 「吾が宿の 菊の白露 今日ことに 幾世積もり 淵となるらん」
- 清原元輔、拾遺和歌集

淵が川の「澱み」であることを示す
- 「山河は 木の葉流れず 浅き瀬を 急けば淵とぞ 秋はなるらん」
- 壬生忠岑、拾遺和歌集